# Диллингер, Режё
Режё Диллингер (венг. Rezső Dillinger; 27 июня 1897 года, Petőháza, Венгрия — 9 декабря 1977 года, Будапешт, Венгрия) — фигурист из Венгрии, бронзовый призёр чемпионата мира 1935 года, бронзовый призёр чемпионата Европы 1935 года в парном катании.
Выступал с Илоной Филиповиц и Люси Галло. После окончания любительской карьеры работал тренером по фигурному катанию.

## Спортивные достижения
(с Люси Галло)
| Соревнования/Сезоны | 1934 | 1935 |
| ------------------- | ---- | ---- |
| Чемпионаты мира     |      | 3    |
| Чемпионаты Европы   | 4    | 3    |

(с Илоной Филиповиц)
| Соревнования/Сезоны | 1930 |
| ------------------- | ---- |
| Чемпионаты Европы   | 4    |